# Шахметов, Марат Серикович
Мара́т Серикович Шахме́тов (каз. Марат Серікұлы Шахметов; род. 6 февраля 1989, Алма-Ата) — казахстанский футболист, полузащитник клуба «Каспий».

## Карьера

### Клубная
Начинал во дворе. После пошёл в секцию футбола к Бауржану Жолдасовичу Сарсекенову. Четыре года был центральным защитником. Начал профессиональную карьеру в 2006 году в «Алма-Ате». Сыграл 55 матчей и забил 3 гола.
По окончании сезона 2008 года ФК «Алма-Ата», благодаря участию в финале Кубка Казахстана, завоевала право участвовать в Кубке УЕФА, однако 15 декабря 2008 года руководство клуба заявило о его расформировании, а после было объявлено об объединении «Алма-Аты» и «Мегаспорта» в новый клуб «Локомотив». В итоге Марат попадал в список игроков «Локомотива».

### В сборной
Привлекался за юношескую и молодёжную сборные Казахстана, являлся капитаном команды. Дебютировал в сборной Казахстана 10 августа 2011 года в товарищеской встрече против сборной Сирии

## Достижения

### Командные
- Обладатель Суперкубка Казахстана: 2011
- Обладатель Кубка Казахстана: 2010, 2012
- Серебряный призёр чемпионата Казахстана: 2009
- Обладатель Кубка Казахстана: 2006
- Финалист Кубка Казахстана: 2008

### Личные
- № 2 в списке 33 лучших футболистов чемпионата Казахстана: (2010)

## Личная жизнь
Женат. Жену зовут Гульдана. Есть старший брат.